# 페가수스자리 베타

페가수스자리 베타(Beta Pegasi)는 페가수스자리에 있는 별로, 지구에서 199광년 떨어져 있다. 전통적인 이름은 쉐아트(Scheat)이다. 이 이름은 물병자리 델타를 지칭하는 데 쓰이는 경우도 있다.
쉐아트의 표면온도는 3700K로 낮지만 반지름은 태양의 95배에 이르는 적색 거성이며, 밝기는 1,500배에 이른다. 이 별은 불규칙 변광성이며 밝기는 +2.31에서 +2.74까지 변한다.